# Α-Monoceròtids
Els α-Monoceròtids són una pluja de meteors que apareix a la constel·lació de l'Unicorn. La pluja té lloc entre el 15 de novembre i el 25 del mateix mes amb un pic màxim el 21 de novembre cada 21 anys. Presenta el radiant proper a Alfa Monocerotis. El cometa parental no s'ha identificat tot i que es creu que és un cometa de llarg període. La THZ pot augmentar espectacularment si el cometa o objecte associat es troba a prop, tot i que habitualment és de 2 meteors/hora. Els meteors presenten una velocitat de 63 m/s.